# Eduardo de Valfierno
Eduardo Valfierno (Buenos Aires; 23 de mayo de 1870 - Los Ángeles, California, Estados Unidos; 1931), también conocido como Marqués de Valfierno, fue presuntamente un estafador argentino, sobre quien en realidad no se tiene constancia de su existencia, considerado el autor intelectual del robo de La Gioconda (Mona Lisa), ocurrido el 21 de agosto de 1911. El origen completo de esta historia se remite a un artículo publicado en el Saturday Evening Post en 1932 por el periodista Karl Decker, famoso por tomarse libertades artísticas en sus historias.

## Primeros años
Supuestamente, hijo de un rico terrateniente; en su juventud Valfierno llevó un estilo de vida caracterizado por el lujo y el derroche, lo que lo llevó a despilfarrar la fortuna que heredó de su padre. Acabado el dinero, para continuar con su estilo de vida debió vender los objetos de arte y antigüedades que habían pertenecido a su familia, pero aun así no pudo evitar la bancarrota. Fue entonces cuando comenzó su vida delictiva: al descubrir que sus clientes estaban dispuestos a comprar obras de arte robadas, Valfierno pergeñó su plan para "robar" el cuadro más famoso del mundo, La Gioconda. 

## El robo de La Gioconda

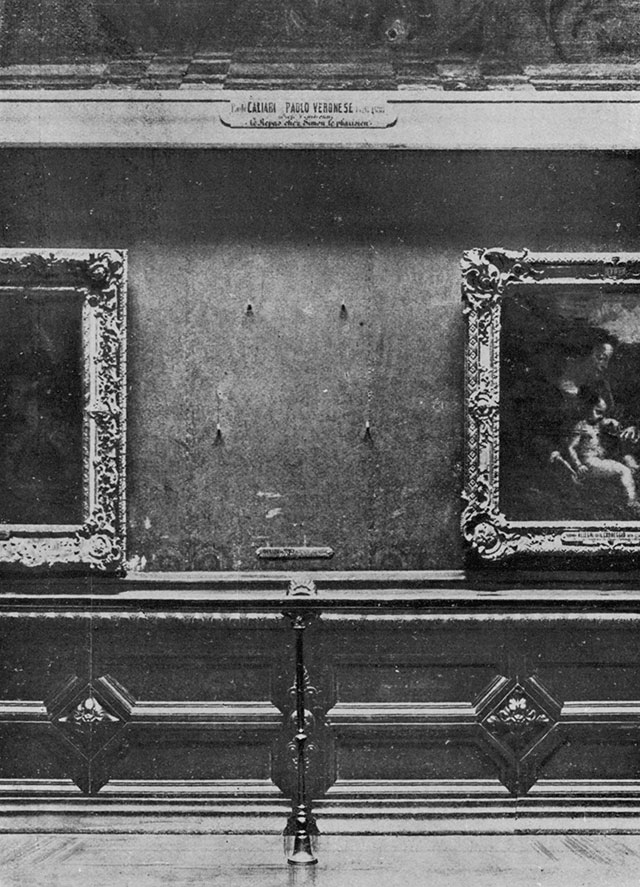
Espacio vacío en donde debía estar La Gioconda, en el Museo del Louvre, en 1911.

En uno de sus regulares viajes a Francia, donde se hacía llamar Marqués, Valfierno, conoce a Yves Chaudron, un artista que se dedicaba principalmente a falsificar pinturas del Renacimiento. Ambos, en 1910 idearon una estafa basada en el famoso cuadro de La Gioconda.
A lo largo de catorce meses, Chaudron realizó seis copias de La Gioconda de gran calidad (se dice que era un excelente falsificador) sobre madera de álamo original del siglo XVI, con óleos que hizo él mismo, utilizando los procedimientos y componentes habituales de la época. En el mismo lapso, Valfierno se dedicó a contactar con los futuros compradores, con quienes pactó la venta para hacerse efectiva cuando el robo se hubiese consumado. Obviamente, cada cliente creería estar adquiriendo el original, pero para ello se necesitaba que dicho original fuera robado. Para esto último, Valfierno se contactó con Vincenzo Peruggia, un carpintero italiano que trabajaba en el Museo del Louvre, a quien se le prometió una abultada suma de dinero y se le dijo que el cuadro sería robado para «ser devuelto a su patria», en vez de dejarlo en Francia.
En aquella época, el museo estaba haciendo unas refacciones y era frecuente que algunos obreros se quedaran por las noches trabajando. Así, el 21 de agosto de 1911 a las 8 de la mañana, Peruggia descolgó el cuadro, aprovechando un descuido del guardia de seguridad, en el descanso de una escalera lo despojó de su marco ocultándolo debajo de su amplio guardapolvo y se retiró, dando por finalizada su jornada laboral. Como el museo acababa de inaugurar un estudio fotográfico, era frecuente que algunas piezas estuviesen temporalmente ausentes. Debido a ello, el robo no fue advertido hasta el día siguiente, cuando Louis Béroud, un copista de obras famosas, no encontró la famosa obra queriéndola copiar, y solicitó al guardia que le pidiera al departamento fotográfico que apresurara su labor con la pintura.
Advertido el robo, el accionar fue inmediato. Todos los empleados fueron interrogados, incluyendo a Peruggia, pero ninguno resultó sospechoso. Las fronteras se cerraron y se registró a todo barco y tren que partía. Aunque, sin pistas sólidas, la investigación no prosperó y la prensa reflejó toda clase de especulaciones. El 7 de septiembre la policía arrestó al poeta Guillaume Apollinaire; por ser amigo de Gery Piéret, culpable de robar dos estatuillas del mismo museo. A su vez, Apollinaire implicó a Pablo Picasso, pero finalmente ambos fueron puestos en libertad.

## Estafa consumada
Con la noticia en los periódicos acerca de que había desaparecido La Gioconda, le fue fácil a Valfierno vender las seis copias a diversos coleccionistas inescrupulosos, que le pagaron fortunas pensando que adquirían la famosa obra de arte robada. Peruggia conservó el cuadro por dos años, esperando en vano que se contactaran con él; pero Valfierno ya no lo necesitaba: había conseguido el dinero planeado. Por otro lado, el original era intensamente buscado por la Policía, por lo cual era muy peligroso de poseer.
El 22 de diciembre de 1913, Peruggia contactó con un coleccionista italiano de nombre Alfredo Geri, a quien le ofreció la pintura por medio millón de liras y la promesa de que el cuadro no retornaría nunca a Francia. La entrega se realizó en la vía Borgognissanti (Florencia), y mientras el especialista Giovanne Poggi certificaba su autenticidad, la policía arrestaba al ladrón. Vicenzo Peruggia fue juzgado en ese país y condenado a un año y quince días de prisión, pero quedó en libertad luego de siete meses. Luego de esto, la obra realizó una gira de dos meses por diversos museos italianos, antes de retornar al Louvre. En el juicio, Vicenzo declaró haberlo hecho como un «acto patriótico» y nunca delató a ningún cómplice.

## Últimos años
Tras la gran estafa, Valfierno y Chaudron viajaron a Los Ángeles, donde amasaron una gran fortuna vendiendo falsificaciones a las estrellas de cine. En 1931, sabiendo que le quedaba poco tiempo de vida, Valfierno concedió una entrevista al periodista Karl Decker, en la cual confesó el verdadero origen de su fortuna. Fue explícito y dio los suficientes detalles como para que los especialistas acreditaran la veracidad de sus dichos, incluyendo la identidad de los cinco estadounidenses y el brasileño que pagaron 300.000 dólares por cada falsificación, con la única condición de que la historia fuese divulgada tras su muerte. Se estima que al fallecer poseía entre 30 y 60 millones de dólares. Los cuadros continúan existiendo y fueron revendidos en varias oportunidades, pero ninguno de los compradores originales pudo recuperar el dinero desembolsado inicialmente.